# Michail Nikolajewitsch Tuchatschewski

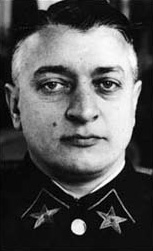
Michail Tuchatschewski auf dem Höhepunkt seiner Macht als Marschall der Sowjetunion, wahrscheinlich aufgenommen im Jahr 1936

Michail Nikolajewitsch Tuchatschewski (russisch Михаи́л Никола́евич Тухаче́вский, wiss. Transliteration Michail Nikolaevič Tuchačevskij; * 4.jul. / 16. Februar 1893greg. auf Alexandrowskoje (heute Slednewo) bei Safonowo, Gouvernement Smolensk, Russisches Reich; † 12. Juni 1937 in Moskau) war einer der ersten fünf Marschälle der Sowjetunion der Roten Armee in der UdSSR. Tuchatschewski trug den Beinamen „Der rote Napoleon“. Er fiel als einer der ersten Militärbefehlshaber den Säuberungen unter der Diktatur Stalins zum Opfer.

## Leben

### Jugend (1893–1912)

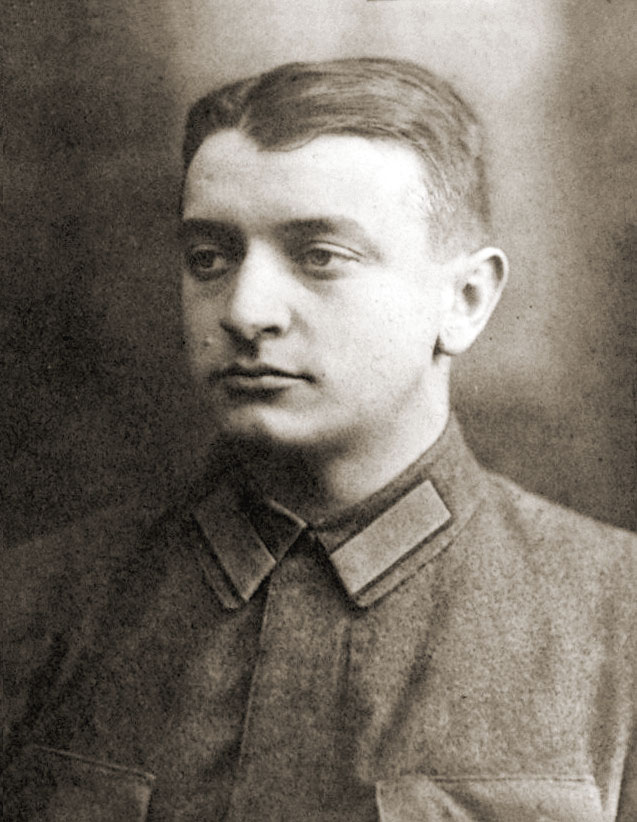
Michail Tuchatschewski (Foto aus den 1920er-Jahren)

Tuchatschewski entstammte einer alten, aber verarmten Adelsfamilie aus dem Gouvernement Smolensk. Nach den Forschungen eines entfernten Verwandten des russischen Dichters Leo Tolstoi soll dessen Geschlecht mit den Tuchatschewskis verwandt sein; ihr Ursprung soll im Geschlecht der Grafen von Flandern liegen, die durch die Kreuzzüge bedingt über Palästina und Zypern zur Nordküste des Schwarzen Meeres gelangten und sich der dort herrschenden Aristokratie anschlossen. Einer seiner Vorfahren, Artemi Tuchatschewski, war kurzzeitig stellvertretender Kommandant von Berlin, als es im Jahre 1762 von russischen Truppen besetzt war. Ein weiterer Vorfahr war beteiligt an der Schlacht von Borodino gegen Napoleon im Jahr 1812.
Tuchatschewskis Großvater war mit einer französischen Adeligen verheiratet.; er hatte das Familienvermögen der Tuchatschewskis durch exzessives Glückspiel in Paris erheblich geschmälert, wie es damals vielen russischen Aristokraten erging. Tuchatschewski wuchs gemeinsam mit seinen drei Brüdern und seinen fünf Schwestern auf. Sein Vater soll sich in dieser Zeit dem Atheismus zugewandt haben.
Ein schwerer Schlag für den jungen Tuchatschewski war der frühe Tod seiner Schwester Maria, an der er sehr hing. In der Schulzeit am Gymnasium in Pensa fiel er mehr durch schlechtes Benehmen und mäßige Leistungen auf als durch schulische Strebsamkeit. Gute Noten hatte er nur in Geschichte und Sport, dem Reiten galt damals seine sportliche Passion. Er wurde zu einem militärhistorisch interessierten Einzelgänger.

### Frühe Jahre beim Militär, Erster Weltkrieg und Russischer Bürgerkrieg (1912–1920)
Nach einem Jahr im Moskauer Kadettenkorps, das er als Jahrgangsbester abschloss und auch hier in Fechten, Schießen und Gymnastik Bestnoten erhielt, besuchte er noch sechs Monate die Smolensker Militärfachschule. Nach deren erfolgreicher Beendigung ist von ihm folgender prophetischer Ausspruch überliefert:

„Wenn ich nicht mit dreißig Jahren General bin, begehe ich Selbstmord!“

 Von dort aus wurde er im Range eines Unterleutnants zu Beginn des Ersten Weltkriegs im August 1914 unmittelbar an die russische Westfront versetzt. Im gleichen Jahr starb sein Vater Nikolai in Moskau.
Für seine Leistungen an verschiedenen Frontabschnitten wurde er zum Oberleutnant befördert und in sehr kurzer Zeit mit acht Orden ausgezeichnet, darunter dem Orden des Heiligen Wladimir, dem Orden der heiligen Anna und dem Orden des heiligen Stanislaus.

#### Deutsche Kriegsgefangenschaft (1915–1917)
Schon im Februar 1915 geriet Tuchatschewski in der Nähe des Dorfes Wysokij Duschi bei Łomża in deutsche Kriegsgefangenschaft. Bei einem zunächst erfolgreichen Fluchtversuch gelangte er bis zur Ostseeküste, wurde aber dort von einer Militärpatrouille wieder aufgegriffen. Danach wurde er ins mecklenburgische Stuer gebracht, von wo er auch floh. Daraufhin wurde er ins brandenburgische Beeskow verlegt, von wo ihm schnell eine weitere Flucht gelang. Auf dem Weg zur holländischen Grenze wurde er jedoch erneut von einer Militärpatrouille gefangen genommen.
Als Reaktion darauf erfolgte seine Verlegung ins Fort Zorndorf als Teil der Festung Küstrin. Hier lag er mit einem französischen und einem britischen Offizier auf einer Stube, lernte dabei auch seinen Mitgefangenen Roland Garros kennen, der damals als Fliegerass schon bekannt war. Mit seinem französischen Kameraden, dem General Gardeaux, grub er einen Fluchttunnel, der kurz vor dem geplanten Ausbruch verraten wurde. Laut dem damaligen deutschen Untersuchungsbericht zu diesem illegalen Tunnelbau hatte Tuchatschewski eine Körperlänge von 175 cm.

##### Kriegsgefangener in Ingolstadt (1916–1917)

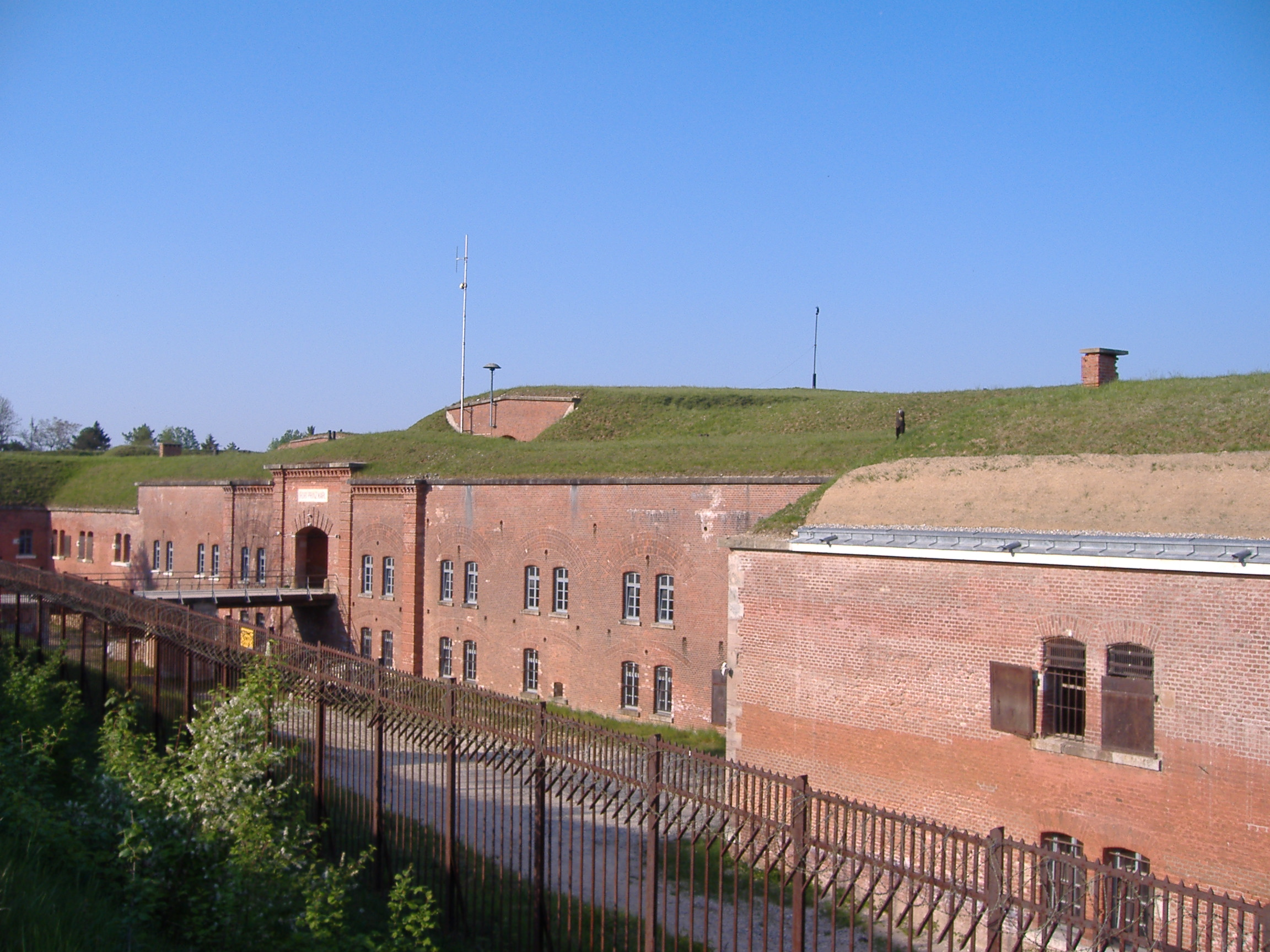
Festung Ingolstadt

Daraufhin wurde er 1916 in die Festung Ingolstadt verlegt, deren Fort IX (bei Oberstimm) speziell für kriegsgefangene Offiziere, die als Mehrfachausbrecher galten, umgebaut worden war. Unter anderem war er dort zusammen mit dem späteren französischen Präsidenten Charles de Gaulle inhaftiert und soll sogar kurzzeitig die Stube mit ihm geteilt haben. De Gaulle und den späteren französischen Generälen Georges Catroux und Louis de Goÿs de Mézeyrac war er seit dieser Zeit freundschaftlich verbunden. Aufgrund seiner Erziehung durch eine französische Gouvernante und seine französische Großmutter sprach er fließend Französisch und konnte laut den damaligen deutschen Quellen auch ein wenig Deutsch sprechen. Hier erhielt er von seinen französischen Mitgefangenen den Spitznamen Tuka, der später auch von seinen Landsleuten gebraucht wurde.
In dieser Zeit erfuhr er lückenhaft von der Russischen Revolution und brannte daher darauf, schnellstmöglich in seine Heimat zurückzukehren, um sein Vaterland neu mitgestalten und gleichzeitig seine eigene militärische Karriere weiter fortsetzen zu können. Er setzte in dieser Zeit große Hoffnungen auf den Bolschewismus und die Führungspersönlichkeit Lenins, dem er als einzigem zutraute, Russland in seiner Einheit zu bewahren, denn seiner Meinung nach erforderte das eine harte Hand. Bis zu diesem Zeitpunkt hatte er sich nicht ansatzweise mit der Ideologie der bolschewistischen Partei auseinandergesetzt und weder die Schriften von Karl Marx, Friedrich Engels noch Lenins gelesen.
Am 16. August 1917 gelang ihm auch von hier die Flucht, als er sich bei einem bewachten Freigang auf Ehrenwort von seinen Bewachern entfernen konnte. Geplant hatte er diese Flucht mit seinem russischen Offizierskameraden Tscherniwezki, sie glückte allerdings nur Tuchatschewski. Beide hatten die Ehrenworterklärung des jeweils anderen unterschrieben, so dass sie faktisch dieses Ehrenwort nie gegeben hatten und ihren Bewachern gegenüber nicht wortbrüchig wurden. Über Schaffhausen und Bern in der Schweiz, wo er von der russischen Botschaft mit Papieren versorgt worden war, kehrte er nach einer über 1.500 Kilometer langen Reise von der Schweiz über Paris, London, Bergen in Norwegen, Schweden und Finnland nach Russland im Oktober 1917 zurück und wurde im Range eines Kapitäns (russ.: Капитан) in Petrograd demobilisiert. In der nun klassenlosen Sowjetrepublik konnte er seine Jugendliebe Marussja ehelichen.
Seit 1917 litt Tuchatschewski an der Basedowschen Krankheit, zeitweise wurde er von Professor Feodorow behandelt, dem Leiter der Medizinischen Akademie von Petrograd.

#### Russischer Bürgerkrieg (1918–1920)

##### Kriegskommissar der Moskauer Sektion (1918)
Nach der Oktoberrevolution trat er im April 1918 in die Sozialdemokratische Arbeiterpartei Russlands (Bolschewiki) und die Rote Armee ein. Schon früh lernte er Grigori Sinowjew, der ihm ein Empfehlungsschreiben ausstellte, und auch Jakow Swerdlow kennen. Dadurch kam er in Kontakt zu Leo Trotzki, der damals Volkskommissar für Militär und Marine war. 1918 erhielt er das Kommando über die 5. Armee (Ränge bzw. Dienstgrade gab es zu dieser Zeit in der Roten Armee noch nicht) mit gerade einmal fünfundzwanzig Lebensjahren und war damit Kriegskommissar der Moskauer Sektion.

##### An der Wolgafront (1918–1919)
Im Russischen Bürgerkrieg wurde er zuerst in der Stadt seiner Jugend, Pensa, eingesetzt und führte von dort aus eine Offensive zur erfolgreichen Eroberung Sysrans. Daraufhin wurde er an die Wolgafront versetzt. Dort nahm ihn kurzzeitig der putschende General Michail A. Murawjow fest, der ihm das Angebot einer Doppelherrschaft machte, was er aber aus Loyalität zu Lenin ausschlug. Tuchatschewski wurde von lettischen Soldaten befreit und lockte daraufhin Murawjow in eine Falle. Nach Murawjows gewaltsamer Beseitigung wurde er wieder in sein Kommando als Befehlshaber der 1. Armee eingesetzt. Durch den gescheiterten Putsch brach die Wolgafront zwischenzeitlich ein, so dass Lenin Trotzki zur Unterstützung Tuchatschewskis aus Moskau dorthin entsandte. Tuchatschewski gelang daraufhin die Niederwerfung der weißen Armeen mit einem kühnen Umgehungsplan, der zur Eroberung der Städte Bolgar, Simbirsk, Stawropol und Samara führte. Seine stärkste Truppe war dabei die Eiserne Division unter dem Kommando von Gaik Bschischkjan, der mit seiner Division auch seine weiteren Feldzüge begleitete; im Jahre 1937 wurde auch er hingerichtet.

##### Die rote Marne (1919)
Vom 5. April bis 25. November 1919 kommandierte Tuchatschewski die 5. rote Armee gegen die Koltschak-Armee an, die auf Zentralrussland zumarschierte. Michail Frunse, der Nachfolger Trotzkis, gab ihm weitreichende Vollmachten, um die feindlichen Armeen vernichtend schlagen zu können. In der Nähe der Stadt Ufa gelang ihm fast die komplette Einkesselung des weit überlegenen Feindes. Diese Schlacht wurde daraufhin in Sowjetrussland die „rote Marneschlacht“ genannt. In deren Folge wurde die Koltschak-Armee in weiteren, kleineren Schlachten von Tuchatschewski vollständig aufgerieben. Dabei verfolgte er die weißen Truppen über den Ural und Tscheljabinsk bis Omsk. Seit dieser Zeit verband ihn ein enges Freundschaftsverhältnis mit Frunse, das durch dessen frühen und plötzlichen Tod im Jahre 1925 ein jähes Ende fand.

##### Ukraine und Krim (1919–1920)
1919 nahm Tuchatschewski an der Kampagne gegen die Denikin-Armee teil. Tuchatschewski schlug den Feind erfolgreich zurück und eroberte in kurzer Zeit die Städte Orjol, Kursk, Sotschi und Rostow. Bis April 1920 trieb er die Reste der weißen Truppen unter der Führung des Generals Wrangel bis auf die Krim zurück, eroberte die Städte Jalta und Sewastopol und vertrieb die letzten weißen Truppen schließlich vom russischen Boden.
Zu dieser Zeit erklärte er seiner Frau Marussia im Salonwagen seines Sonderzuges, dass er beabsichtige, sich von ihr zu trennen. Im direkten Anschluss an dieses Gespräch nahm sie sich mit einem Kopfschuss das Leben. Seine Privatvilla in der Prominentensiedlung Pokrowka bei Moskau, deren Grund und Boden einstmals dem Grafen Schuwalow gehört hatte, trug später den Namen Marussia.

### Sowjetischer General und Marschall (1920–1937)

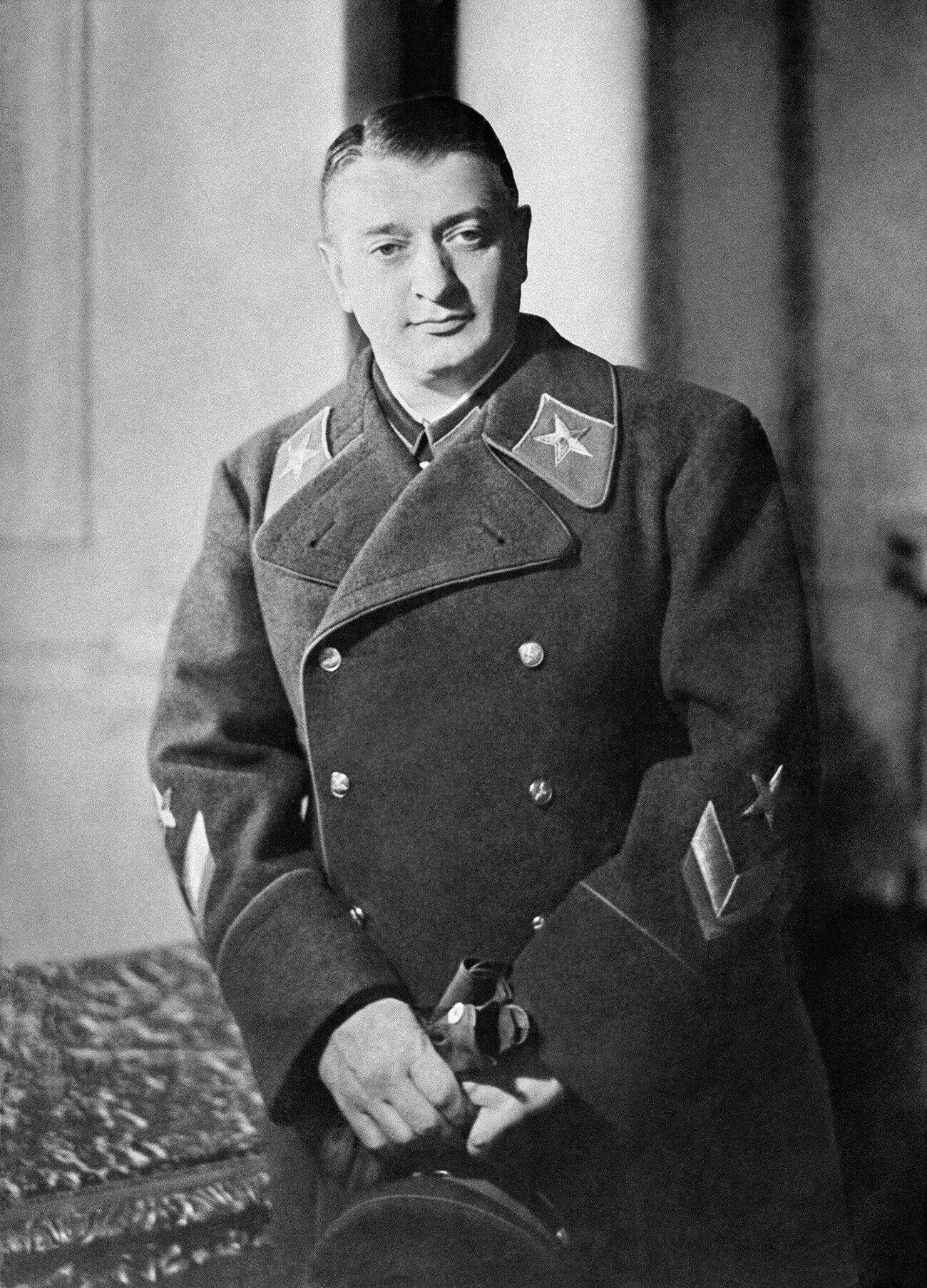
Tuchatschewski als Marschall der Sowjetunion

#### Sowjetisch-Polnischer Krieg (1920–1921)
Seit 1920 war Tuchatschewski Mitglied des Generalstabes und während des Sowjetisch-Polnischen Krieges kommandierte er die sowjetische Westfront. Der Kriegssowjet hatte ihn einstimmig zum Oberbefehlshaber im Polenfeldzug gewählt. Er schlug sein Hauptquartier in Minsk auf und begann mit überlegenen Streitkräften anfänglich sehr erfolgreich, der polnischen Armee schwere Niederlagen zuzufügen, so dass Kiew und Wilna durch die Rote Armee eingenommen werden konnten und die polnischen Streitkräfte sich ins polnische Kernland zurückziehen mussten. Zu dieser Zeit gehörte der designierte neue polnische Machthaber und Gründer der Tscheka, Felix Dscherschinski, zu seinem Stab. Letztlich musste sich Tuchatschewski dem polnischen Marschall Józef Piłsudski in der Schlacht bei Warschau geschlagen geben. Sein Umfassungsangriff auf Warschau scheiterte, da seine südliche Flanke von polnischen Truppen eingedrückt wurde und er einander widersprechende Mitteilungen von der Front erhielt, so dass er nur lückenhaft über die reale Frontlage informiert war. Er sah sich daraufhin gezwungen, seine Truppen aus Zentralpolen zurückzuziehen, um einer Einkesselung zuvorzukommen.
Mit Stalin war Tuchatschewski seit der Schlacht bei Warschau nicht mehr freundschaftlich verbunden, da er diesem und seinem späteren Marschallskollegen Budjonny die Hauptschuld an seiner Niederlage gab. Beide hatten entgegen den Befehlen Lenins aus Moskau die Eroberung von Lemberg ins Auge gefasst und Tuchatschewski keine dringend notwendigen Verstärkungen zukommen lassen.

„Wenn Stalin und der Analphabet Budjonny in Galizien nicht ihren eigenen Krieg geführt hätten, hätte die Rote Armee nicht die Niederlage erlitten, die uns zwang, den Frieden von Riga zu unterzeichnen.“

Stalin wurde daraufhin durch Lenin von seinen militärischen Aufgaben entbunden und verwand diese Schmach nie. In seinem Freundeskreis pflegte Stalin Tuchatschewski fortan abwertend als „Napoleontschik“ zu bezeichnen.
Stalins enger Freund und Mitstreiter Lasar Kaganowitsch, dem Tuchatschewski ebenso ein Dorn im Auge war, schätzte Tuchatschewski folgendermaßen ein:

„Dieser kultivierte, gut aussehende, kluge und fähige Adlige. […] Tuchatschewski trägt den Napoleonsstab im Tornister.“

Ein Mitglied der französischen Offiziersabteilung, die von General Maxime Weygand angeführt worden war, die die polnische Generalität unterstützen sollte, war sein Freund Charles de Gaulle, der daraufhin mit dem damals höchsten polnischen Orden dekoriert worden war, dem Virtuti Militari.

#### Kronstädter Matrosenaufstand (1921)
1921 war Tuchatschewski auf Befehl Lenins und Trotzkis, deren Unterstützung er sich trotz der Niederlage in Polen sicher sein konnte, zur Unterdrückung des Kronstädter Matrosenaufstands entsandt worden. Sein ehemaliger Gönner Sinowjew konnte sich als Kommissar des Petrograder Gebietes nicht mehr des Aufstandes gegen das bolschewistische System erwehren und erhielt nun Tuchatschewski als militärischen Führer zugeteilt. Der Versuch Lenins, den Aufstand durch Beschwichtigung zu beenden, indem er Kalinin zu den Matrosen entsandte, schlug fehl. Am 5. März 1921 erhielt Tuchatschewski sein Kommando. In einem Zangenangriff über den zugefrorenen Finnischen Meerbusen auf die Insel Kotlin, auf der Kronstadt liegt, gelang die erfolgreiche Niederwerfung des Aufstandes, teilweise nur im zähen und erbitterten Häuserkampf. Die Kämpfe dauerten vom 7. bis 17. März 1921 an, mehrere tausend Todesopfer auf beiden Seiten waren dabei zu beklagen.

#### Bauernaufstand von Tambow (1921)
Alexander Antonow führte seit August 1920 eine Bewegung an, die sich hauptsächlich aus verarmten und enttäuschten Bauern zusammensetzte und die er im Bauernaufstand von Tambow anführte. In der Oblast Tambow setzten seine Truppen die Sowjetmacht ab, so dass Lenin militärisch gegen sie vorgehen ließ. Tuchatschewski wurde auch hier wieder von Lenin als militärischer Befehlshaber ausersehen. Er schlug sein Hauptquartier direkt in Tambow auf und vernichtete die Bauernarmee nach mehreren Gefechten endgültig im Sommer 1921, wobei er durch technische Überlegenheit (Panzer, Flugzeuge, Geschütze und chemische Waffen) relativ leichtes Spiel hatte, obwohl sich die aufständischen Bauern sieben Monate gegen die überlegenen Truppen Tuchatschewskis wehrten und dabei Guerillataktik anwandten.

#### Armeeorganisator (1921–1937)
Nach dem Bürgerkrieg war Tuchatschewski maßgeblich am technischen Aufbau der Strukturen der Roten Armee beteiligt. Die sowjetischen Luft- und Marinestreitkräfte wurden unter seiner Führung ausgebaut. Im Jahre 1930 entwarf er in einer Denkschrift die Angriffsmethode des Blitzkrieges, der sich erst gegen Polen und anschließend gegen Mitteleuropa richten sollte, vor allem in Richtung Deutschland, und der als Vernichtungskrieg geplant war. Für neuartige Waffenkonstruktionen setzte er sich ebenso ein wie für die weitere Entwicklung der Raketentechnik. Hierbei war er auch Förderer des späteren Konstrukteurs der sowjetischen Weltraumraketen, Sergei Koroljow. Gleichzeitig forschte Russland unter seiner Schirmherrschaft zusammen mit der Reichswehr im Geheimen an neuen Waffensystemen und Angriffsmethoden, bis im Mai 1933 die Rote Armee ihre Zusammenarbeit mit der Reichswehr einstellte. 1933 prostete er auf einem Empfang in der deutschen Botschaft in Moskau einen Toast auf die Freundschaft zwischen Reichswehr und Roter Armee in den Festsaal.
Das Provisorische Feldreglement der Roten Armee wurde von einer Kommission erstellt, deren Vorsitz Tuchatschewski in der Zeit von 1924 bis 1925 innehatte. Seine Ideen wurden maßgeblich in diese Ordnung eingebaut. Eine zwischenzeitliche Abberufung Tuchatschewskis aus der Kommission veranlasste diese geschlossen bei Stalin um seine Rückkehr zu protestieren, die alsbald darauf erfolgte. Tuchatschewski setzte sich hier aktiv für eine Armee ein und entschied sich gegen ein Milizheer, wie es zum Beispiel Trotzki gefordert hatte, da dieser das revolutionäre Element in der Truppe erhalten wollte. Gleichzeitig wurde die allgemeine Wehrpflicht in der sowjetischen Verfassung verankert.
Tuchatschewski war der weltweit erste General, der die Möglichkeiten von Luftlandetruppen für die moderne Kriegführung nutzen wollte. So schuf er bereits 1931 die erste Fallschirmtruppe der Welt. Bei einem Manöver setzte er 1936 das erste Mal diese Fallschirmtruppen in größerem Umfang ein, stieß aber bei vielen inländischen Militärs und ausländischen Beobachtern auf Ablehnung und Skepsis. Er hatte sich bereits während Ingolstädter Kriegsgefangenschaft von französischen Fliegern über die Möglichkeiten und Nutzen des militärischen Einsatzes von Flugzeugen informiert. Spöttisch wurde er bei Freund und Feind daraufhin Fallschirmjägermarschall genannt.
Während des Spanischen Bürgerkrieges ließ er sich regelmäßig Bericht über die dortigen Kämpfe erstatten. Auf Seiten der republikanischen Streitkräfte kam sowjetische Militärtechnik sehr umfangreich zum Einsatz, wie etwa der Panzer T-26. Die faschistischen Truppen Francisco Francos  nutzten vor allem deutsches und italienisches Kriegsmaterial. Tuchatschewski wertete persönlich die Informationen aus und kam im Laufe des Bürgerkrieges zur Überzeugung, dass ein neuzeitlicher Krieg nur durch moderne Panzer und Flugzeuge zu entscheiden sei. Er bezeichnete diese neue, mobile Kriegführung Operation in die Tiefe.

##### Der bewaffnete Aufstand (1928–1929)
In den Jahren 1928 bis 1929 wirkte Tuchatschewski als Co-Autor am Buch Der bewaffnete Aufstand der Komintern mit. Dieses Buch sollte eine Anleitung für zukünftige Revolutionäre auf ihrem Weg zur gewalttätigen Machtergreifung darstellen. Er übernahm die Kapitel X und XI dieses Werkes, die sich mit einer Felddienstordnung eines bewaffneten Aufstandes beschäftigen. In dieser Schrift plädiert er für die Schaffung eines internationalen, kommunistischen Generalstabes, der die Aufstände weltweit koordinieren sollte, wie er es in den Jahren 1921 bis 1922 schon vergeblich getan hatte.
Er befasste sich speziell in dieser Schrift mit der Ausarbeitung taktischer Vorgehensweisen während des bewaffneten Aufstandes. So plädierte er für den Beginn der Aufstandsaktivitäten in den großen Industriestädten. Die Revolution sollte, seiner Idee nach, von der Stadt auf das Land getragen werden, mit dem frühen Hauptziel des Kampfes um die Streitkräfte der herrschenden Elite. Daher sollten sich die revolutionären Truppen auf den Kampf ohne feste Front einstellen, der sich dann gegen die bewaffneten Staatsstreitkräfte richten würde (Militär und Polizei).
Den Erfolg dieses bewaffneten Aufstandes sah er in der schnellen und gut koordinierten Aktion der proletarischen Kräfte, die durch örtliche Vorteile im Straßenkampf der regulären Armee überlegen sein müssten. Diese koordinierten Aktionen nannte er das Prinzip der Teilsiege, bei denen die Spitzen des Staates, der Verwaltung, aber auch die wichtigsten taktischen Ziele, wie zum Beispiel Bahnhöfe, Flugfelder oder aber Telegraphenstationen im Handstreich zu besetzen seien. Deren Erfolg sei durch kontinuierliche, externe Waffenversorgung zu sichern.
Ein wichtiges Gebiet dabei war die Rekognoszierung der gegnerischen Kräfte durch Spione innerhalb und/oder außerhalb der gegnerischen Macht. Hierbei war ihm die Gesamtkoordination der Aktionen durch die Partei immanent wichtig, denn er sah in einem stockenden Vorgehen und Abwehrkämpfen den Tod des bewaffneten Aufstandes. Deshalb plädierte er ebenfalls für die Nutzung moderner Kommunikationssysteme und den Aufbau eines Nachrichtendienstes der aufständischen Partei. Dieser Nachrichtendienst sollte sich auch auf Frauen und Minderjährige stützen, die beim Feind, seiner Meinung nach, erheblich weniger Aufsehen erregen würden.
In der Verteidigung der Aufständischen sah er nur einen temporären Bereich des Aufstandes, der vor allem der Schwächung des Gegners dienen sollte, um aus dieser Situation heraus dem Aufstand neue angreifende Kraft zu geben. Tuchatschewski fügte dem Kapitel noch eine theoretische Zeichnung einer Kreuzungsblockade in einer Stadt bei.
Tuchatschewski verfasste in seinem Leben über 120 weitere Artikel oder Schriften zu Themen wie Taktik, Armeeaufbau oder Feldstrategie.

#### Befehlshaber in Turkestan und Belarus (1922–1925)
Von 1922 bis 1925 war Tuchatschewski kurz Oberbefehlshaber in Turkestan und daraufhin des belarussischen Militärbezirks mit dem Hauptquartier in Minsk. Dieser Militärbezirk war in dieser Zeit der wichtigste der Sowjetunion, da er direkt an der Grenze zum feindlichen Polen lag. Hier baute er zuerst das Offizierskorps um, indem er Divisionskommandeure, die, durch die Revolution bedingt, direkt aus der Arbeiterschaft in hohe militärische Führungspositionen katapultiert worden waren und dort durch Ungebildetheit und Unfähigkeit auffielen, durch fähige und gut ausgebildete Jungoffiziere ersetzte, die teilweise wie er in der zaristischen Armee ausgebildet worden waren.

##### Befehlshaber der Roten Garde beim Deutschen Oktober (1923)
Zum Ende des Jahres 1923 wurde Tuchatschewski während des „Deutschen Oktobers“ kurzzeitig nach Berlin versetzt und wohnte dort in der sowjetischen Botschaft Unter den Linden 7. Seine sechsköpfige Offiziersdelegation sollte bei einem kommunistischen Aufstand in Deutschland die Rote Garde anführen, er war als Oberbefehlshaber dieser Truppe ausersehen worden. Als im November 1923 keine kommunistische Revolution in Deutschland erfolgreich verwirklicht worden war, wurde die Delegation bis auf Tuchatschewski abkommandiert und er nahm in den folgenden Wochen als Verbindungsmann der Roten Armee direkten Kontakt zur Reichswehrführung auf, um die schon bestehende militärische Zusammenarbeit weiter zu vertiefen.

#### Diadochenkämpfe im Politbüro (1924–1929)
Im Machtkampf im Politbüro zwischen Trotzki und Stalin nach Lenins Tod stellte er sich anfänglich als Anhänger Trotzkis auf dessen Seite. Er suchte aber schon frühzeitig den Kontakt zu Stalin, so dass er weiterhin von der obersten Führung akzeptiert und auch gefördert wurde, nachdem sich Stalin erfolgreich im Diadochenkampf gegen Trotzki und Sinowjew durchgesetzt hatte.

#### Generalstabschef und Vize-Verteidigungsminister (1925–1937)
Von 1925 bis 1928 diente er als Chef des Generalstabes der Roten Armee. 1930 jedoch war Stalin kurz davor, Tuchatschewski öffentlich einer Verschwörung zu bezichtigen. Die von Gefangenen per Folter erpressten Geständnisse waren schon fertig, jedoch entschieden sich Stalin und seine Mitverschwörer Molotow, Ordschonikidse und Kirow, dass die Zeit für eine Abrechnung mit Tuchatschewski noch nicht reif sei, da dieser zu beliebt in der Armee und gleichzeitig die totalitäre Herrschaft Stalins noch nicht genug gefestigt war. Als einer der wenigen Vertrauten Stalins setzte sich Bucharin für ihn ein.
1931 übernahm Tuchatschewski dann die stellvertretende Leitung des Revolutionären Kriegsrates (Реввоенсовет). Er wurde 1934 stellvertretender und 1936 Erster Stellvertretender Volkskommissar (Minister) für Verteidigung der Sowjetunion. Als Volkskommissar für die Verteidigung war Kliment Woroschilow dann sein direkter Vorgesetzter. Den Leninorden, den höchsten sowjetischen Orden, erhielt er im Jahre 1933. Woroschilow war ihm intellektuell und in militär-taktischen Fragen weit unterlegen, so dass es öfters zu Meinungsverschiedenheiten zwischen den Marschällen kam. Diese gipfelten im Mai des Jahres 1936 in einem Streit, in dessen Verlauf Woroschilow ihn wutentbrannt mit dem Götz-Zitat bedachte. Man versöhnte sich zwar wieder, spannungsfrei war jedoch die Atmosphäre zwischen ihnen nie.
Parallel stieg Tuchatschewski auch in der Parteihierarchie auf. Er wurde 1935 Kandidat des Zentralkomitees der KPdSU, im gleichen Jahr ernannte man ihn mit vier weiteren Befehlshabern zum Marschall der Sowjetunion. Er blieb bis zum Ende der Sowjetunion der jüngste jemals dort ernannte Marschall.
Beim Reichswehrmanöver in Frankfurt (Oder) im Jahre 1932 war Tuchatschewski Gast und wurde dort persönlich von Reichspräsident Generalfeldmarschall Paul von Hindenburg begrüßt. Insgesamt hielt er sich vier Wochen mit seiner elfköpfigen Delegation in Deutschland auf und hatte dort intensive Kontakte zu den deutschen Spitzenmilitärs, unter anderem zu dem späteren Generalfeldmarschall und Reichskriegsminister Werner von Blomberg und dem General und späteren Reichskanzler Kurt von Schleicher. Frühere Kontakte hatte er ebenfalls zum späteren General der Infanterie und Widerstandskämpfer gegen Hitler, Carl-Heinrich von Stülpnagel. Dabei besuchte Tuchatschewski auch einige deutsche Rüstungsfirmen im Ruhrgebiet. Diese Besuche wurden auch von westlichen Geheimdiensten intensiv beobachtet.
Am 7. November 1933 nahm er das erste Mal auf einem Pferd die Parade als Führender anlässlich der Oktoberrevolution auf dem Roten Platz in Moskau ab.
Tuchatschewski warnte als einer der ersten Militärs der Sowjetunion vor der Gefahr durch Deutschland unter der Diktatur Adolf Hitlers. Am 31. März 1935 erschien ein Artikel von ihm unterzeichnet mit dem Titel „Kriegspläne des heutigen Deutschland“ in der Prawda, der von Stalin – auch in der Überschrift – redigiert und abgezeichnet worden ist. Die entsprechenden gleichzeitigen Wirtschaftsverhandlungen, die jedoch stets auch mit der Frage der Verbesserungen der politischen Situation zwischen dem Deutschen Reich und der Sowjetunion begleitet waren, sollten wohl mit diesem propagandistischen Druck der sowjetischen Seite zeitlich befördert werden.
An der Seite des damaligen sowjetischen Außenministers Litwinow nahm er 1936 als offizieller Vertreter der UdSSR an der Beisetzungsfeier von König Georg V. in Großbritannien teil. Dies war die erste sowjetische Delegation, die zu einer Begräbnisfeierlichkeit eines Monarchen eingeladen wurde. Dabei machte er auch eine kurze Stippvisite in Deutschland mit Besprechungen im Reichskriegsministerium in Berlin, unter anderem traf er sich mit dem Oberbefehlshaber des Heeres, Generaloberst Werner von Fritsch. Seine Bewunderung für das deutsche und preußische Militär brachte er daraufhin bei einem Empfang in der sowjetischen Botschaft in London zum Ausdruck. Weiterhin besuchte er in Großbritannien den britischen Kriegsminister Alfred Duff Cooper und auf der Rückreise in Paris Marschall Philippe Pétain, den französischen Außenminister Pierre-Étienne Flandin und den damaligen französischen Generalstabschef Maurice Gamelin.
In Paris verbrachte er noch einige freie Tage und besuchte dabei den Louvre sowie das Rodin-Museum. Weiterhin traf er sich mit seinen ehemaligen französischen Mitgefangenen und Freunden aus seiner Ingolstädter Zeit, unter anderem auch mit General Charles de Gaulle, General de Goÿs de Mézeyrac und Remy Roure, der über Tuchatschewski damals schon ein Buch verfasst hatte. Bei einem dortigen Weintest französischer Weine erkannte er alle Weine und zeigte sich somit als Weinkenner.
Da er sich erfolgreich auf internationalem Parkett bewegte, ist nicht auszuschließen, dass in Berlin Tuchatschewski als der „kommende Mann“ in der Sowjetunion angesehen wurde. So zitiert Außenminister von Neurath am 11. Februar 1937 zu den stockenden Verhandlungen mit der Sowjetunion eine Aussage Hitlers hierzu: „Etwas anderes wäre es, wenn sich die Dinge in Rußland in der Richtung einer absoluten Despotie, gestützt auf das Militär, weiterentwickeln sollten. In diesem Falle dürften wir allerdings den Zeitpunkt nicht verpassen, um uns in Rußland wieder einzuschalten.“

#### Verhaftung (1937)
Am 28. April 1937 trat Tuchatschewski das letzte Mal in der Öffentlichkeit bei einem Empfang in der US-Botschaft in Moskau auf und bei der traditionellen Parade am 1. Mai auf dem Roten Platz. Seinen geplanten Besuch der Krönungsfeierlichkeiten von König Georg VI. von Großbritannien musste er offiziell aus gesundheitlichen Gründen absagen, faktisch wurde ihm auf Befehl Stalins die Reise verboten.
Am 10. Mai 1937 wurden auf Stalins Befehl politische Kommissare in der Roten Armee wieder eingesetzt, ihr Chef wurde Stalins Günstling Lew Sacharowitsch Mechlis, den er gleichzeitig zu einem der Stellvertreter Woroschilows ernannte. Die politischen Kommissare mussten jedem Befehl eines Oberkommandierenden zustimmen, was faktisch eine teilweise Entmachtung der militärischen Befehlshaber bedeutete. Tuchatschewski hatte sich lange Jahre erfolgreich für die Abschaffung der politischen Kommissare eingesetzt.
Am selben Tag wurde Tuchatschewski seine Versetzung in das Wolgagebiet von Stalin persönlich per Telefon mitgeteilt. Zu diesem Zeitpunkt ließ Stalin durch seine freundliche Art Tuchatschewski in dem Glauben, dass diese Versetzung keine Minderung oder Abstoßung seitens des Diktators sein würde. Sein Nachfolger als erster stellvertretender Volkskommissar für Verteidigung wurde Marschall Jegorow.
Zwischen dem 10. und 24. Mai 1937 bestellte Stalin mehrmals Marschall Woroschilow in sein Arbeitszimmer im Kreml, um den Volkskommissar gegen Tuchatschewski auf seine Seite zu ziehen. Erst unter der Androhung persönlicher Sanktionen gegen Woroschilow ließ dieser Tuchatschewski fallen, der zu diesem Zeitpunkt ein paar freie Tage mit seiner Familie auf dem Land verbrachte. Das Verhältnis zu Woroschilow war nie spannungsfrei gewesen, jedoch zweifelte Woroschilow nie an Tuchatschewskis Loyalität.
Tuchatschewski ging in seinen letzten freien Tagen seinen Hobbys Fischen und Tennis nach. Auf der Fahrt zur Wolga wurde sein Zug am 24. Mai vom NKWD gestoppt und er unter formellen Arrest in seinem Salonwagen gehalten. Er musste nur seine beiden Revolver und die Geheimunterlagen vorerst abgeben. Der Salonwagen wurde am 25. Mai wieder nach Moskau verbracht. Stalin selbst war in dieser Zeit derart vom Fall Tuchatschewski gebannt, dass er sich sogar bei der Beerdigung seiner Mutter Ketewan Geladse durch den späteren NKWD-Chef Lawrenti Beria vertreten ließ.

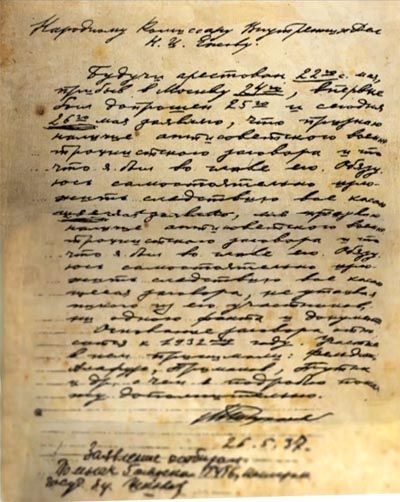
An Jeschow adressiertes handschriftliches „Geständnisschreiben“ Tuchatschewskis, ein „trotzkistischer Verschwörer“ zu sein, mit seinen Blutspritzern nach der Folter.

Am 26. Mai 1937 wurde Tuchatschewski auf direkten Befehl Stalins und des NKWD-Chefs Nikolai Jeschow in Moskau ohne gerichtliche oder staatsanwaltliche Grundlage verhaftet und der „Leitung antisowjetischer und trotzkistischer Organisationen innerhalb der Roten Armee“ sowie der „Spionage für eine fremde Macht“ (Deutsches Reich) angeklagt. Er wurde bis zum Auftakt des gegen ihn geplanten Prozesses auf persönlichen Befehl Stalins unter direkter Anwesenheit Jeschows vom NKWD gefoltert. Das Geständnispapier Tuchatschewskis ist mit Blutspritzern übersät.

#### Schauprozess (1937)
In der historischen Forschung war lange Zeit die These verbreitet, Tuchatschewski sei einer deutschen Intrige zum Opfer gefallen: Der Sicherheitsdienst des Reichsführers SS (SD) habe Belastungsmaterial gegen ihn gefälscht und auf Veranlassung von Obergruppenführer Reinhard Heydrich über den Doppelagenten Nikolai Skoblin dem ahnungslosen tschechoslowakischen Präsidenten Edvard Beneš zugespielt, der es an den sowjetischen Botschafter Alexandrowski weitergab. Tuchatschewski wurde in den gefälschten Dokumenten als Agent des SD unter der offiziellen Nummer S-G-UA-6-22 geführt. Dies war die höchste Prioritätsstufe eines Agenten dieses Geheimdienstes.
Neuere Forschungen ergaben, dass hinter diesen gefälschten Beweisen der sowjetische Geheimdienst NKWD steckte, der die Deutschen dazu veranlasste, weiteres Belastungsmaterial gegen Tuchatschewski zu produzieren, um ihn zu Fall bringen zu können. Beneš leitete die ihm zugespielte Desinformation auch erst nach Tuchatschewskis Tod (12. Juni 1937) nach Moskau weiter; besser funktionierte der Nachrichtenkanal über den französischen Ministerpräsidenten Édouard Daladier, der am 16. März 1937 den sowjetischen Botschafter in Paris Wladimir Potemkin vor einem angeblich bevorstehenden Staatsstreich der Führung der Roten Armee warnte.
Die Putschvorwürfe wurden in dem geheimen Militärgerichtsverfahren aber nicht explizit erwähnt. Tuchatschewski wurde vielmehr vorgeworfen, schon in den 1920er Jahren mit der Reichswehr kooperiert zu haben. Tatsächlich war er 1926 im Rahmen der geheimen Unterstützung der Roten Armee bei der illegalen Aufrüstung der Reichswehr mit einer Militärdelegation in Berlin. Tatsächliche Gründe waren vielmehr seine von der Linie Stalins abweichenden strategischen Vorstellungen, die ihm als „Schädlingsarbeit“ ausgelegt wurden, und seine Rivalität gegenüber Woroschilow. Unter der Folter räumte Tuchatschewski alle Vorwürfe ein. Weiterhin soll Tuchatschewski auch die Niederlage der von ihm geführten Roten Armee im Krieg gegen Polen vorgeworfen worden sein, die schließlich zur Unterzeichnung des Friedens von Riga 1921 führte. Allerdings gibt es keine Dokumente, die diese Version belegen.

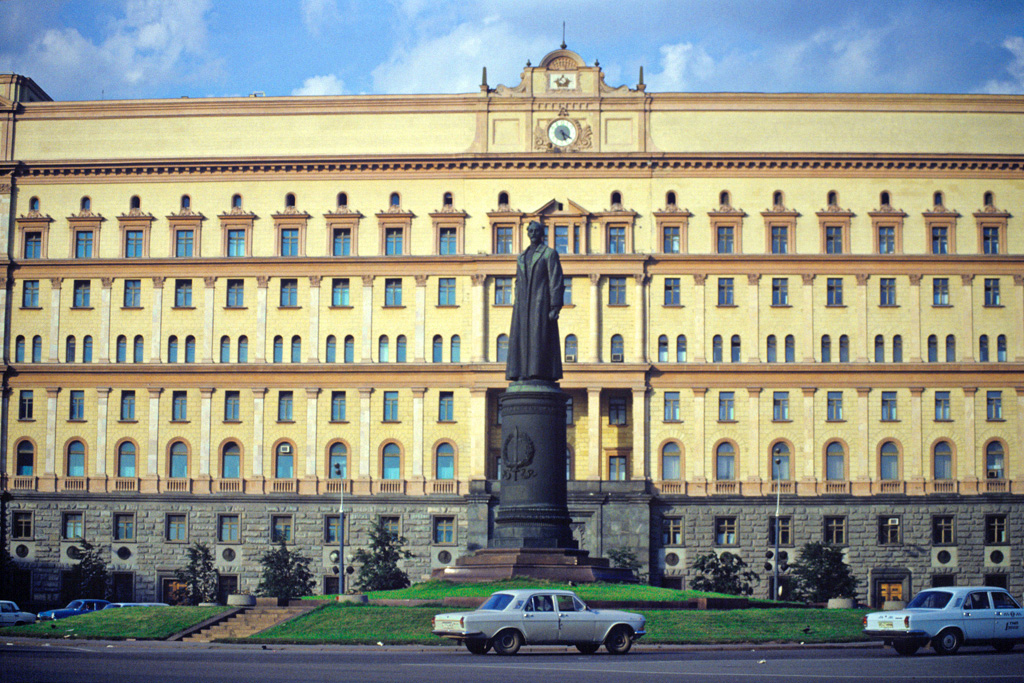
Die Lubjanka in Moskau (1991)

Am 11. Juni wurden ihm im geheimen Moskauer Militärprozess unter dem Ankläger Andrei Wyschinski von einem Militärtribunal, dem unter anderem die Marschälle Wassili Blücher und Semjon Budjonny angehörten, unter Vorsitz des berüchtigten Schauprozessrichters Wassili Ulrich, seine militärischen Ränge und Titel aberkannt. Gemeinsam mit sieben weiteren Generalen
- Iona Jakir (Armeebefehlshaber I. Ranges),
- Jeronim Uborewitsch (Armeebefehlshaber I. Ranges),
- August Kork, (Armeebefehlshaber II. Ranges),
- Roberts Eidemanis (Korpskommandeur),
- Boris Feldman (Korpskommandeur),
- Witali Primakow (Korpskommandeur),
- Vytautas Putna (Korpskommandeur)

wurde er zum Tode verurteilt. Der einzige Richter, der im Prozess offensiv gegen ihn vorging, war der gleichrangige Budjonny, als zur Sprache kam, dass Tuchatschewski die Rote Armee erheblich motorisiert hatte und dadurch das Pferd immer unwichtiger wurde, was ihm Budjonny als passionierter Pferdenarr und -züchter sehr verübelte.

Aus dem Prozess gegen Tuchatschewski ist folgendes Zitat von ihm belegt: 

„Mir kommt das alles vor wie ein böser Traum“

#### Hinrichtung (1937)
Das Exekutionskommando im Innenhof der Lubjanka wurde am 12. Juni 1937 von Marschall Blücher persönlich geleitet, Chef der Exekutionsabteilung war der spätere erste Chef des KGB, Iwan Serow. Man ließ die Motoren mehrerer Lastkraftwagen im Hof aufheulen, damit die Schüsse nicht zu hören waren. Nach der Exekution durch Genickschuss wurde Tuchatschewskis Leiche eingeäschert und anonym auf dem Donskoi-Friedhof verscharrt. Fast seine ganze Familie wurde inhaftiert beziehungsweise zu Lagerhaft verurteilt. Seine beiden Brüder Alexander, ein Mathematiker, und Nikolai sowie seine Schwester Sophia wurden ebenfalls exekutiert. Drei seiner Schwestern erlebten das Jahr 1957, in dem Tuchatschewski offiziell rehabilitiert wurde.
Der Prozess gegen Tuchatschewski war der Auftakt der blutigen Säuberungen innerhalb der Roten Armee, in deren Verlauf drei Marschälle (außer Tuchatschewski noch Blücher und Jegorow), 13 Generäle sowie ca. 5000 weitere Offiziere hingerichtet wurden (etwa 45 Prozent des gesamten Offizierskorps der Roten Armee). Dieser Aderlass war verheerend für die Rote Armee, als der Deutsch-Sowjetische Krieg am 22. Juni 1941 ausbrach. Sechs von Tuchatschewskis acht Richtern wurden auf Befehl Stalins bis zum Jahr 1940 ebenfalls exekutiert.
In seiner Kerkerhaft soll Tuchatschewski eine dreihundertseitige Abhandlung über die Rote Armee geschrieben haben, an deren Ende er einen möglichen Angriff durch das Deutsche Reich für den Juni 1941 vorhergesagt haben soll.
Am 31. Januar 1957 wurde er und seine Mitangeklagten für unschuldig erklärt und rehabilitiert.

### Privat

#### Familie
Tuchatschewski war dreimal verheiratet. Die erste Ehe blieb kinderlos, seine zweite Ehe schloss er mit seiner Frau Tanja, in der dritten Ehe mit Nina Grintschewitsch hatte er mindestens eine Tochter, Swetlana (1922–1982). Seine Frau wurde zu acht Jahren Haft verurteilt, daraufhin verbannt und 1941 ebenfalls exekutiert, wie auch seine von ihm geschiedene Exfrau Tanja.
Seine Tochter Swetlana hatte von Jugend an eine schlechte Gesundheit, so dass Tuchatschewski sie aus der Schule nahm und sich persönlich um ihre schulische Ausbildung kümmerte.
Tuchatschewski soll neben seinen drei Ehen diverse Liebesverhältnisse zu anderen Frauen unterhalten haben, diese Tatsache belastete seine erste Ehe erheblich. Sein Sexualleben und auch sexuelle Ausschweifungen waren schon zu seinen Lebzeiten Gegenstand vieler Gerüchte und auch des Neides anderer sowjetischer Größen, gerade Stalins, der nach dem Suizid seiner Gattin Nadeschda Allilujewa im Jahre 1932 ein eher puritanisches Leben führte. Molotow sah später darin sogar einen Grund für Tuchatschewskis Liquidierung.

#### Freundeskreis
Als seinen besten Freund bezeichnete Tuchatschewski mehrmals seinen ehemaligen Vorgesetzten im Russischen Bürgerkrieg, Frunse. Nach Frunses Tod wurde keine weitere Person so sehr von ihm mit Freundschaft bedacht.
Privat war der sehr gebildete und beliebte Marschall mit dem Komponisten Dmitrij Schostakowitsch befreundet, spielte selbst Geige und liebte die Musik Ludwig van Beethovens. In der deutschen Kriegsgefangenschaft soll er den Geigenbau zu seinem Hobby gemacht haben, dem er auch in späterer Zeit seine Aufmerksamkeit widmete. Beide freundeten sich an, als Schostakowitsch erst 19 und Tuchatschewski 30 Jahre alt war. Fortan förderte Tuchatschewski die Karriere seines jungen Protegés. Schostakowitsch schrieb in seiner Autobiographie über Tuchatschewski:

„Er war einer der interessantesten Menschen, die ich kennengelernt habe.“

„Seine Erschießung war ein entsetzlicher Schlag für mich. Als ich die Nachricht in der Zeitung las, wurde mir schwarz vor Augen. Mir schien, als habe man mit ihm auch mich umgebracht. So jedenfalls fühlte ich mich. Ich will das nicht ausmalen. […]
Offenbar mochte Tuchatschewski meine Musik tatsächlich.“

Er war ferner Freund und Förderer des späteren Nobelpreisträgers der Literatur Boris Leonidowitsch Pasternak.
Tuchatschewski soll wie viele seiner Vorfahren auch Freimaurer gewesen sein, er war in der Loge Polarstern aktiv gewesen, der viele zaristische Offiziere angehörten und befand sich dort angeblich im 23. Grad aktiv.

### Bewertung

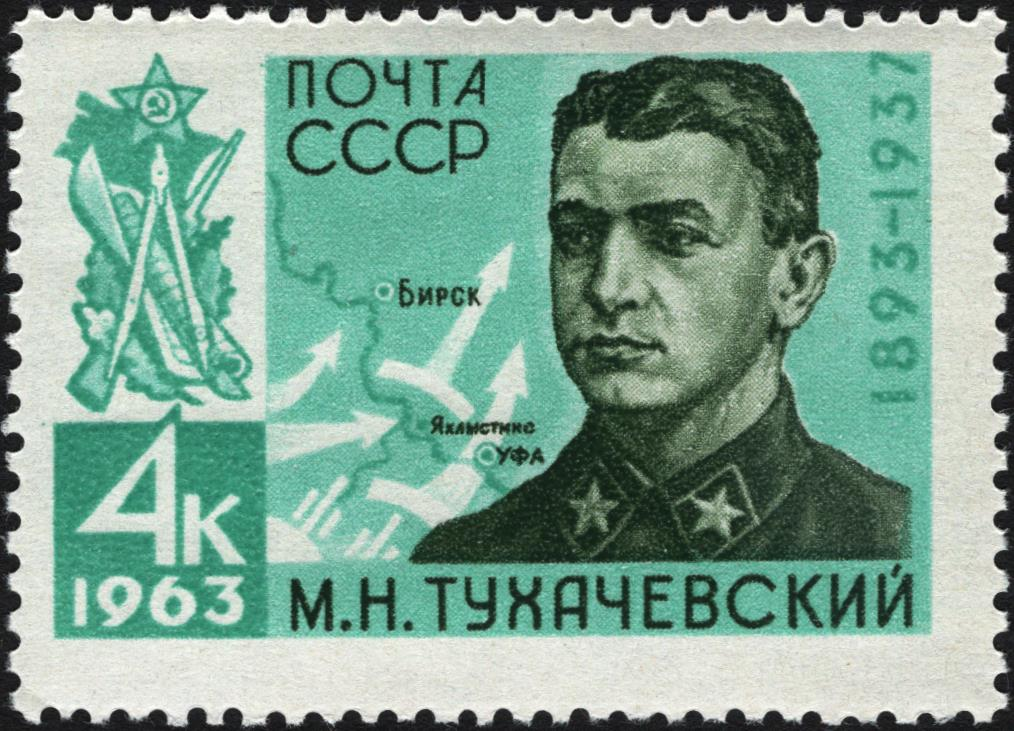
Briefmarke zu Tuchatschewskis Ehren 1963

Tuchatschewskis Karriere wurde schon zu Lebzeiten von seinen Zeitgenossen als kometenhaft empfunden. Ohne die Russische Revolution wäre er sicherlich nicht in so jungen Jahren General geworden. Seinen Aufstieg in der sowjetischen Militärhierarchie hatte er guten Beziehungen zu Sinowjew, Swerdlow, Frunse, Lenin und Trotzki zu verdanken, aber auch seiner guten Bildung und Ausbildung. Seine militärischen Fähigkeiten und seine Tapferkeit bewies er nicht nur im direkten Kampf an der Frontlinie oder in der taktischen Führung einer Front in der Schlacht, sondern erst recht in der Ausbildung und Umstrukturierung der Roten Armee von einem improvisierten Milizheer zu einer modernen wie schlagkräftigen Armee. Seine Marschallskollegen Budjonny oder Jegorow konnten mit ihrer geringen Schulbildung (3 bzw. 4 Jahre Volksschule) ihrem jüngeren und geistig regeren Kollegen wenig entgegensetzen. Sein langjähriger Vorgesetzter, Marschall Woroschilow, war seinem Vertreter als Volkskommissar für Verteidigung ebenfalls intellektuell unterlegen und überließ Tuchatschewski deshalb auch die Neuorganisation der Roten Armee, wie auch oft das Abhalten von offiziellen Reden.
Auf der einen Seite war Tuchatschewski ein zum Teil skrupelloser, rücksichtsloser und konsequenter Karrieresoldat, auf der anderen Seite ein an Kunst und Kultur interessierter Schöngeist, der junge, künstlerische Talente erkannte und förderte, wie zum Beispiel Schostakowitsch; er war dem Leben und der Liebe zugetan, bewegte sich aber auch sicher auf dem gesellschaftlichen und diplomatischen Parkett.
Warum er den Säuberungen Stalins als erster großer Militärbefehlshaber der Roten Armee zum Opfer fiel, ist bis heute nicht zweifelsfrei geklärt. Unwiderlegbare Beweise für die gegen ihn vorgebrachten Anschuldigungen sind nie bekannt geworden, aber auch die russische Quellenlage ist dünn, da er nach seiner Liquidierung zur Unperson wurde und die stalinistische Geschichtsschreibung ihn konsequent übersah. Die Probleme zwischen Stalin und Tuchatschewski an der polnischen Front 1921 werden häufig als Grund angeführt, dass der sowjetische Diktator sich Tuchatschewskis früh entledigen wollte. Außerdem waren Stalin und Tuchatschewski einander vollkommen wesensfremd, so dass Stalin in ihm zwar sicherlich den begabtesten Befehlshaber der Armee sah, aber auch das damit verbundene Machtpotential Tuchatschewskis, das der Diktator unbedingt ausschalten musste, wenn er sich der unbedingten Loyalität der Streitkräfte sicher sein wollte. Ob die nationalsozialistischen Fälschungen seiner angeblichen Agententätigkeit für den SD Heydrichs hier der Hauptgrund waren, ist auch nicht abschließend zu klären, aber sie dienten als letzter Grund für seine vollständige Liquidierung.
Die gefälschten Unterlagen des SDs zeigen aber ebenso, dass auch das nationalsozialistische Deutsche Reich in der Person Tuchatschewskis eine Bedrohung für seine expansionistischen Pläne sah; einerseits den genialen und vorausschauenden Neuorganisator der Roten Armee, andererseits den potentiellen Eroberer Mitteleuropas. Durch seine Liquidierung sind Generäle wie etwa der spätere Marschall Kulik in hohe Militärämter gekommen, die durch ihre Armeepolitik der deutschen Wehrmacht den Angriffskrieg auf die Sowjetunion erheblich erleichterten, denn Tuchatschewskis Militärpläne der Operation in der Tiefe wurden verboten. Erst Marschälle wie Timoschenko oder Schukow erkannten offen den richtigen strategischen Weg Tuchatschewskis und sprachen dieses 1940 an, doch zu diesem Zeitpunkt war die Rote Armee noch in der Defensive. Wiederum ist es Schukow, der durch seine späteren Erfolge im Krieg, welche taktische Konzepte Tuchatschewskis aufnahmen, in der heutigen russischen Geschichtsschreibung als bekanntester, begabtester und erfolgreichster Marschall der Sowjetunion dargestellt wird.

## Schriften (Auswahl)
- Die Rote Armee und die Miliz (Красная армия и милиция), 1921.
- Der Feldzug gegen die Weichsel (Поход за Вислу), 1924.
- Die Kriegspläne des heutigen Deutschlands (Военные планы нынешней Германии), In: Prawda, 31. März 1935.
- Die Aufgaben der Verteidigung der UdSSR (Задачи обороны СССР), 1936.

## Film und Fernsehen
- Der Fall Tuchatschewskij (TV-BRD 1968, Regie: Rudolf Jugert. Tuchatschewski wurde von Helmut Wildt dargestellt).
- Bürgerkrieg in Rußland (TV-BRD 1968, Regie: Wolfgang Schleif. Tuchatschewski wurde von Peter Parten dargestellt).